# Fabronia goughii
Fabronia goughii là một loài Rêu trong họ Fabroniaceae. Loài này được Mitt. mô tả khoa học đầu tiên năm 1859.